# Wanling, Chongqing
Wanling är en köping i sydvästra Kina. Den ligger i stadsdistriktet Rongchang i storstadsområdet Chongqing, omkring 90 kilometer väster om det centrala stadsdistriktet Yuzhong. Antalet invånare är 10626. Befolkningen består av 5 198 kvinnor och 5 428 män. Barn under 15 år utgör 18,0 %, vuxna 15-64 år 67 %, och äldre över 65 år 14,0 %.
Fram till september 2013 hette orten Lukong. Orten är känd för sin gamla arkitektur och är kulturminnesskyddad av de kinesiska myndigheterna.